# مانتونی-مونتلن
مانتونی-مونتلن (به فرانسوی: Mantenay-Montlin) یک کمون در فرانسه است که در Canton of Saint-Trivier-de-Courtes واقع شده‌است.

## خصوصیات
مانتونی-مونتلن ۱۰٫۸ کیلومترمربع مساحت و ۲۸۵ نفر جمعیت دارد و ۱۸۸ متر بالاتر از سطح دریا واقع شده‌است.